# 868
868（八百六十八、はっぴゃくろくじゅうはち）は自然数、また整数において、867の次で869の前の数である。

## 性質
- 868は合成数であり、約数は 1, 2, 4, 7, 14, 28, 31, 62, 124, 217, 434, 868 である。
  - 約数の和は1792。
    - 212番目の過剰数である。1つ前は864、次は870。
- 96番目の回文数である。1つ前は858、次は878。
- 約数の和が868になる数は2個ある。(300, 793) 約数の和2個で表せる55番目の数である。1つ前は828、次は880。
- 各位の和が22になる12番目の数である。1つ前は859、次は877。
- 868 = 62 + 162 + 242 = 122 + 182 + 202
  - 3つの平方数の和2通りで表せる173番目の数である。1つ前は862、次は872。(オンライン整数列大辞典の数列 A025322)
  - 異なる3つの平方数の和2通りで表せる162番目の数である。1つ前は867、次は872。(オンライン整数列大辞典の数列 A025340)
- n = 868 のとき n と n − 1 を並べた数を作ると素数になる。n と n − 1 を並べた数が素数になる94番目の数である。1つ前は862、次は874。(オンライン整数列大辞典の数列 A054211)

## その他 868 に関連すること
- 大阪市交通局868形電車は、大阪市交通局が保有していた路面電車。
- プロ野球における通算本塁打数の世界最高記録は日本の読売ジャイアンツに所属した王貞治の868本である。